# Łaptiewo (obwód smoleński)
Łaptiewo (ros. Лаптево) – wieś (ros. деревня, trb. dieriewnia) w zachodniej Rosji, w osiedlu wiejskim Tałaszkinskoje rejonu smoleńskiego w obwodzie smoleńskim.

## Geografia
Miejscowość położona jest w dorzeczu Upokoja, 9,5 km od drogi federalnej R120 (Orzeł – Briańsk – Smoleńsk – Witebsk), 9,5 km od drogi regionalnej 66K-22 (Szczeczenki – Monastyrszczina), 22 km od drogi regionalnej 66N-20 (Smoleńsk – Krasnyj), 4 km od drogi regionalnej 66N-1808 (Tałaszkinskoje Sielpo – Upokoj), 11,5 km od drogi regionalnej 66N-1822 (Tałaszkino – Sielifonowo), 35 km od drogi magistralnej M1 «Białoruś», 12,5 km od centrum administracyjnego osiedla wiejskiego (Tałaszkino), 25 km od Smoleńska, 16,5 km od najbliższego przystanku kolejowego (Janowskij) i 18 km od stacji kolejowej Tyczinino.

## Demografia
W 2010 r. miejscowość zamieszkiwały 32 osoby.

## Historia
W czasie II wojny światowej od lipca 1941 roku wieś była okupowana przez hitlerowców. Wyzwolenie nastąpiło we wrześniu 1943 roku.